# ADPRHL2
ADPRHL2 (англ. ADP-ribosylhydrolase like 2) – білок, який кодується однойменним геном, розташованим у людей на короткому плечі 1-ї хромосоми.  Довжина поліпептидного ланцюга білка становить 363 амінокислот, а молекулярна маса — 38 947.
| 10         |  | 20         |  | 30         |  | 40         |  | 50         |
| ---------- |  | ---------- |  | ---------- |  | ---------- |  | ---------- |
| MAAAAMAAAA |  | GGGAGAARSL |  | SRFRGCLAGA |  | LLGDCVGSFY |  | EAHDTVDLTS |
| VLRHVQSLEP |  | DPGTPGSERT |  | EALYYTDDTA |  | MARALVQSLL |  | AKEAFDEVDM |
| AHRFAQEYKK |  | DPDRGYGAGV |  | VTVFKKLLNP |  | KCRDVFEPAR |  | AQFNGKGSYG |
| NGGAMRVAGI |  | SLAYSSVQDV |  | QKFARLSAQL |  | THASSLGYNG |  | AILQALAVHL |
| ALQGESSSEH |  | FLKQLLGHME |  | DLEGDAQSVL |  | DARELGMEER |  | PYSSRLKKIG |
| ELLDQASVTR |  | EEVVSELGNG |  | IAAFESVPTA |  | IYCFLRCMEP |  | DPEIPSAFNS |
| LQRTLIYSIS |  | LGGDTDTIAT |  | MAGAIAGAYY |  | GMDQVPESWQ |  | QSCEGYEETD |
| ILAQSLHRVF |  | QKS        |  |            |  |            |  |            |

A: Аланін

C: Цистеїн

D: Аспарагінова кислота

E: Глутамінова кислота

F: Фенілаланін

G: Гліцин

H: Гістидин

I: Ізолейцин

K: Лізин

L: Лейцин

M: Метіонін

N: Аспарагін

P: Пролін

Q: Глутамін

R: Аргінін

S: Серин

T: Треонін

V: Валін

W: Триптофан

Кодований геном білок за функціями належить до гідролаз, фосфопротеїнів. 
Задіяний у такому біологічному процесі як поліморфізм. 
Білок має сайт для зв'язування з іонами металів, іоном магнію. 
Локалізований у цитоплазмі, ядрі, мітохондрії.